# Chulupí
El poble chulupí (nom guaraní) o nivaclé són un poble indígena del Gran Chaco a l'Argentina format pels chulupís de Salta una branca del poble nivaclé. Apareixen esmentats també com a churupí, chulupie, chulupe, ashlushlay i axluslay. En algunes fonts antigues se'ls anomena també chorpil o chunupí.
Viuen a algunes comunitats de la província de Salta. Històricament han estat caçadors-recol·lectors. La seva llengua forma part de la família lingüística mataco-guaycurú, subfamília Mataco-mataguayo.

## Cens
L'Enquesta Complementària de Pobles Indígenes (ECPI) 2004-2005, complementària del Cens Nacional de Població, Llars i Habitatges 2001, va donar com a resultat que es reconeixen o descendeixen en primera generació del poble chulupí i nivaclé 440 persones a les províncies de Salta i Formosa dels quals 392 resideixen en comunitats. A tot el país es van reconèixer 553 chulupís i nivaclés.
La majoria de comunitats del poble a l'Argentina són a Salta (18 comunitats). La branca de les muntanyes, que s'anomena chulupí, viu a Salta i formen de fet una branca separada del poble principal, però la branca dels nivaclés dits de riu viuen a la província de Formosa, sobre el riu Pilcomayo on hi ha dues comunitats principals: Missió La Pau i La Borsa. A Paraguai es creu que són uns 18.000, que viuen en els departaments de Presidente Hayes i Boquerón. Entre Argentina i Paraguai i entre els nivaclés propis i la branca chulupí, no serien gaire més de 20.000 persones.

## Subgrups
- Tovoc Lhavos, branca del riu
  - Chishamnee Lhavos, poble de dalt
  - Shichaam Lhavos, poble de baix
- Yita' Lhavos, poble del bosc
- C'utjaan Lhavos, poble de les puntxes
- Jotoi Lhavos, poble ode l'herba d'espart
- Tavashai Lhavos, poble de la sabana[3]

## Llengua
La llengua chulupí o nivaclé és parlada per aproximadament 15.000 persones (incloent-hi els chulupís i els nivaclés de Formosa i del Paraguai), però només uns centenars la parlen a l'Argentina. Hi ha dos dialectes principals, el dels chulupí de l'interior o de la muntanya i el dels chulupí dels rius; els de Salta parlen castella però originalment parlaven el dialecte de l'interior.